# ایرما ویتوسکا
ایرما گریگوریونا ویتوسکا (انگلیسی: Irma Vitovska؛ زادهٔ ۳۰ دسامبر ۱۹۷۴) بازیگر تئاتر، بازیگر تلویزیون، بازیگر سینما، بازیگر، تهیه‌کننده و مجری تلویزیون اهل اوکراین است.

## زندگی
او در ۳۰ دسامبر ۱۹۷۴ در ایوانو-فرانکیفسک به دنیا آمد. پدر ایرما اهل روستای مدوخا، ناحیه گالیچ، منطقه ایوانو-فرانکیفسک بود. پدربزرگ مادری او روس و همسرش لتونیایی است.